# Дальневосточная оленка
Дальневосточная оленка (Gametis jucunda) — жук из семейства пластинчатоусых (Scarabaeidae), относящийся к группе бронзовок (Cetoniinae).

## Описание
Длина 9—15 мм. Окраска тела сильно варьирует, описано множество цветовых форм и аберраций. Свежие особи сверху матовые, бархатистые, старые же — потертые, несколько блестящие. Низ тела и ноги блестящие. Тело небольшое, короткое, широкое, суженное кзади, относительно выпуклое. Голова в густых и крупных морщинистых точках, а также густых длинных торчащих рыжих волосках. Щиток в мелких точках у основания и с рядом точек по бокам. Надкрылья в густых крупных дуговидных точках, собранных частично в продольные ряды, и в густых приподнятых волосках жёлтого цвета, несут на себе белые округлые и поперечные пятна. Шовный промежуток выпуклый, покрытый небольшими простыми точками. Пигидий слабо выпуклый, с продолговатыми вдавлениями по бокам, покрыт многочисленными морщинками и торчащими желтыми длинными волосками, с 4 круглыми белыми пятнышками.

### Вариабельность
У f. typica верх тёмно-зелёного или оливково-зелёного цвета, переднеспинка по бокам лишена белой каймы, надкрылья с небольшими белыми пятнами. Ab. dolens — верх тела чёрный, остальные части, как у f. typica. Ab. variolosa — аналогична предыдущей, но надкрылья с многочисленными белыми пятнами, переднеспинка с 2 белыми пятнами. У ab. ferruginosa верх буро-красного или медно-красного цвета, иногда может быть с зелёным отливом. У ab. vitticollis окраска тёмно-зелёная, тело покрыто редкими короткими волосками, бока переднеспинки имеют белую кайму, её диск с двумя продольными рядами из 2—3 продолговатых пятнышек, белые пятна на надкрыльях крупные и более многочисленные, чем у f. typica. Ab. marginalis — верхняя сторона тела чёрная, с многочисленными длинными волосками, бока переднеспинки с белой каймой, середина диска с двумя белыми круглыми пятнами, надкрылья имеют белые пятна, как у ab. vitticollis. Ab. kuperi — верх тела черного или черно-зеленого цвета, переднеспинка с двумя маленькими белыми пятнами на середине диска и удлиненными пятнами; надкрылья с белыми пятнами, как у f. typica и с широкой поперечной перевязью красного цвета, прерванной на шовном промежутке. У ab. bealiae верхняя сторона тела сине-зелёная, остальная окраска как у ab. kuperi, переднеспинка красноватая, на диске имеется два большими зелёных пятна. Ab. ornata верх оливково-зелёного цвета, надкрылья с красной перевязью, переднеспинка красная посредине .

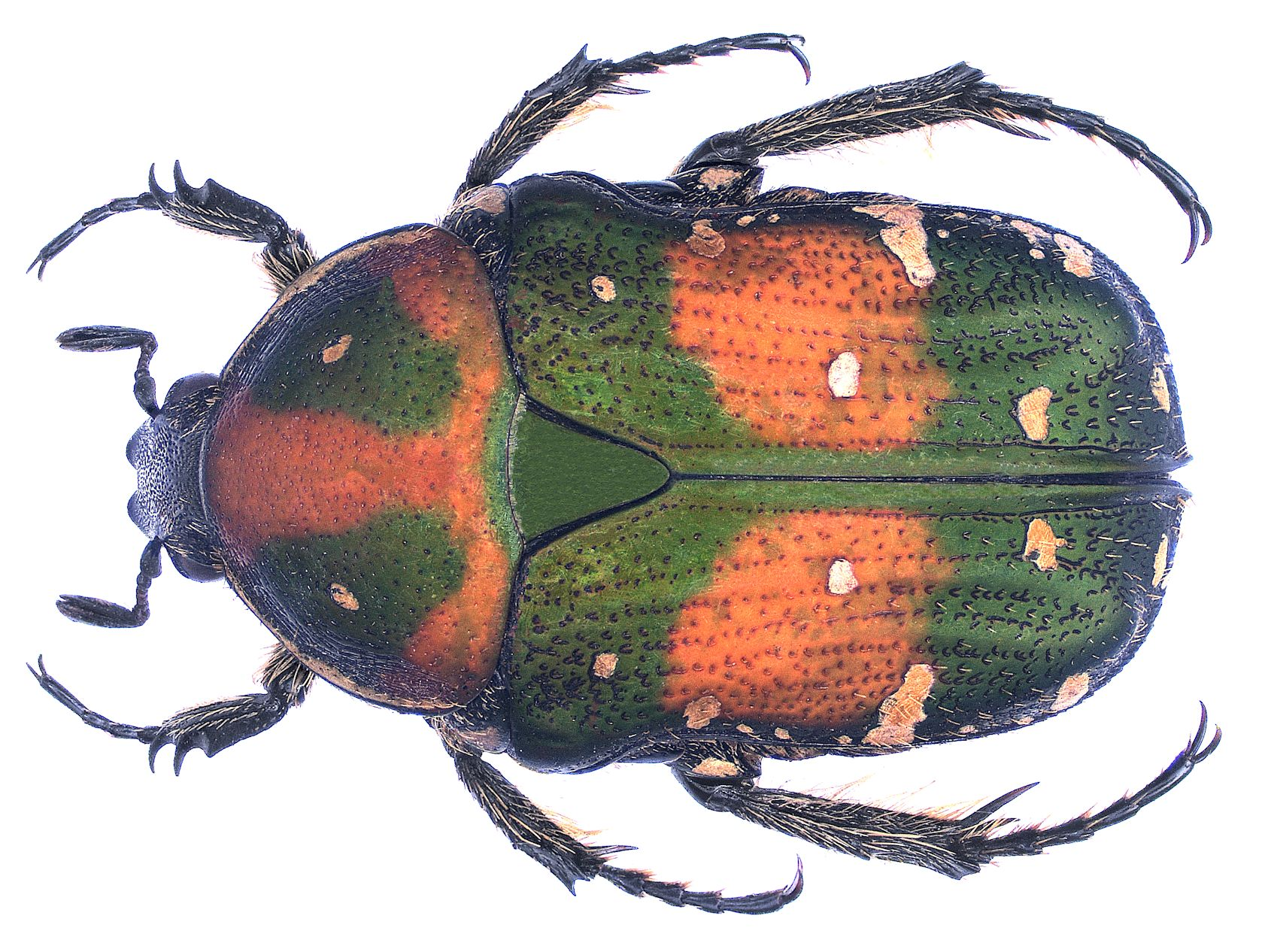
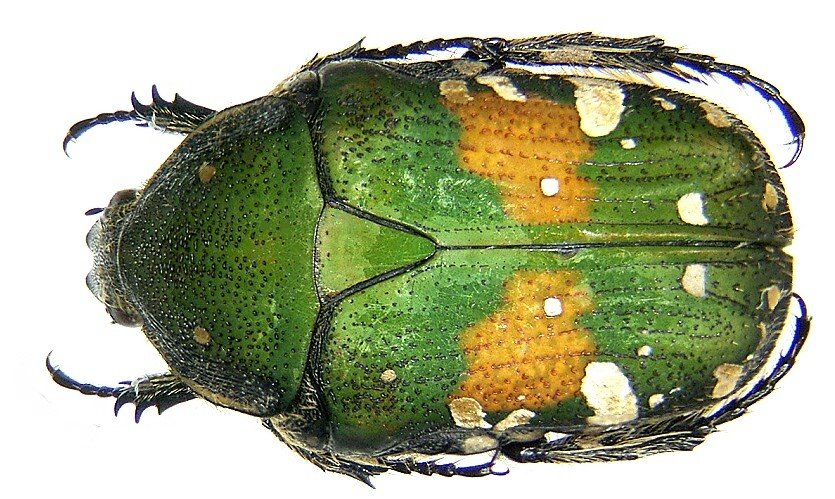
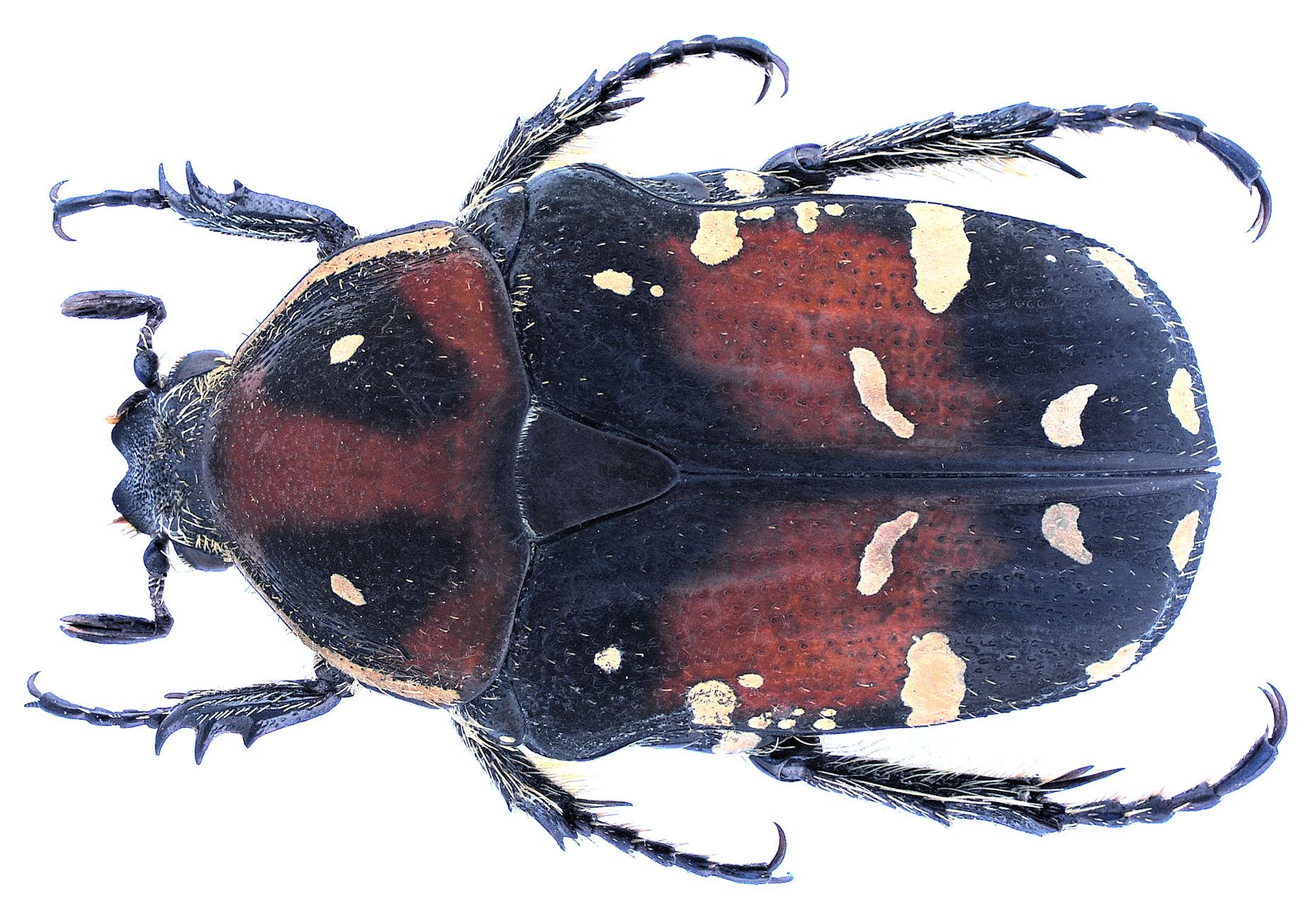
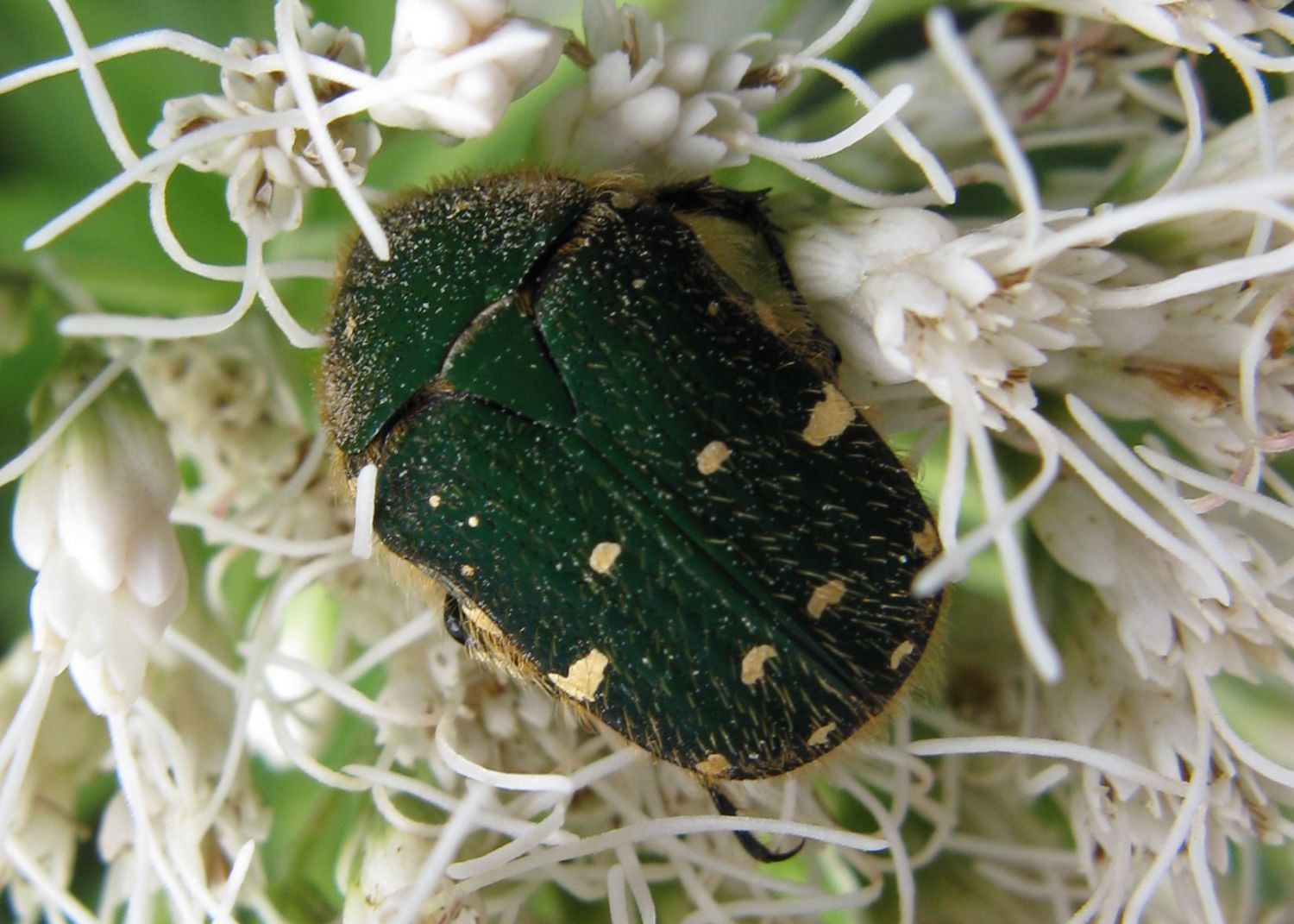

## Ареал
В России вид широко распространен на Дальнем Востоке (от низовий Амура и юга Приморья до Камчатки и Командорских островов), включая Сахалин и Курилы. Также обитает на Корейском полуострове, на всех Японских островах, по всему Китаю — на юге до Юньнани, на запад до Большого Хингана, провинции Ганьсу, восточных окраин Тибетского нагорья (Батан), а также в Непале и северо-восточной Индии (Ассам, Сикким, Бенгалия).

## Биология
На Камчатке и Командорских островах жуки встречаются в июле-октябре, в Уссурийском крае — с мая по октябрь, в северном Китае, восточном Тибете и Японии с апреля по октябрь. жуки встречаются в лесистых местностях, но на Командорских островах также встречаются вне лесов. Встречаются в горах до высоты свыше 2600 метров над уровнем моря. Жуки питаются на цветах различных растений.